# Doleserpeton annectens
Il doleserpeton (Doleserpeton annectens Bolt, 1969) era un anfibio ora estinto, appartenente ai temnospondili. Visse nel Permiano inferiore e nel Permiano medio (circa 290 milioni di anni fa) e i suoi resti sono stati ritrovati in Oklahoma.

## Descrizione
Questo piccolo anfibio, lungo una trentina di centimetri, era dotato di un corpo relativamente robusto e di zampe forti, utili a muoversi sulla terraferma. Il cranio, di grosse dimensioni e di forma quasi tondeggiante, era dotato di una notevole incisura otica posteriore, che fa supporre la presenza di un timpano notevolmente sviluppato. Caso più unico che raro tra gli anfibi temnospondili, il doleserpeton possedeva denti a doppia cuspide e vertebre dotate di un grande pleurocentro.

## Classificazione
Il doleserpeton è stato riconosciuto come un appartenente alla superfamiglia dei dissorofoidi, un gruppo di anfibi di dimensioni medio-piccole, dalle spiccate abitudini terrestri. In particolare, questo animale è stato posto in una famiglia a sé stante, quella dei doleserpetontidi (Doleserpetontidae). Alcune caratteristiche di questo anfibio hanno fatto supporre agli scienziati che Doleserpeton, o un animale a esso simile, possa essere stato vicino all'origine degli anfibi attuali (Lissamphibia). Ulteriori ritrovamenti di animali simili (ad es. Gerobatrachus) sembrerebbero confermare questa ipotesi.

## Paleobiologia
Il doleserpeton, i cui resti fossili sono stati ritrovati in riempimenti di fessura in Oklahoma, sembrerebbe essere stato un animale dalle spiccate abitudini terrestri, come molti altri dissorofoidi. Probabilmente viveva tra i boschi o negli altipiani, cacciando piccoli invertebrati con rapidi movimenti del corpo.